# M'saada
M'saada  (in arabo مساعدة‎?) è un centro abitato e comune rurale del Marocco situato nella provincia di Sidi Slimane, regione di Rabat-Salé-Kénitra. Conta una popolazione di 19 853 abitanti (censimento 2014).